# Aztecaster
Aztecaster es un género de plantas con flores perteneciente a la familia Asteraceae. Comprende dos especies descritas y  aceptadas.

## Taxonomía
El género fue descrito por Guy L. Nesom y publicado en Phytologia 75(1): 64. 1993.

## Especies
A continuación se brinda un listado de las especies del género Aztecaster aceptadas hasta junio de 2011, ordenadas alfabéticamente. Para cada una se indica el nombre binomial seguido del autor, abreviado según las convenciones y usos.
- Aztecaster matudae (Rzed.) G.L.Nesom
- Aztecaster pyramidatus (B.L.Rob. & Greenm.) G.L.Nesom